# Acidromodes muelleri
Acidromodes muelleri is een vlinder van de familie van de spanners (Geometridae). De wetenschappelijke naam van deze soort is voor het eerst voorgesteld door Axel Hausmann in een publicatie uit 1999.
De soort komt voor in Jemen.